# Lesiak Lipowski
Lesiak Lipowski (deutsch Leschak (b. Leip)) ist ein Ort in der polnischen Woiwodschaft Ermland-Masuren. Er gehört zur Gmina Ostróda (Landgemeinde Osterode in Ostpreußen) im Powiat Ostródzki (Kreis Osterode in Ostpreußen).

## Geographische Lage
Lesiak Lipowski liegt im Westen der Woiwodschaft Ermland-Masuren, 15 Kilometer südwestlich der Kreisstadt Ostróda (deutsch Osterode in Ostpreußen). Nur wenige hundert Meter weiter westlich fließt der Grießlerbach (polnisch Gizela, auch: Gryżlina), der einst die Provinzgrenze zwischen Ostpreußen und Westpreußen sowie von 1920 bis 1939 die Staatsgrenze zwischen dem Deutschen Reich und Polen bildete.

## Geschichte
Über die Geschichte der unweit von Lipowo (deutsch Leip) gelegenen heutigen Siedlung (polnisch Osada) Lesiak Lipowski liegen keine Belege vor, auch nicht, ob die vor 1945 geltende deutsche Namensform „Leschak (b. Leip)“ zutreffend ist. Der Ort ist nicht bewohnt, es gibt keine Gebäude. Er ist der Landgemeinde Ostróda (Osterode i. Ostpr.) im Powiat Ostródzki (Kreis Osterode in Ostpreußen) zugeordnet.

## Verkehr
Lesiak Lipowski ist über eine Landwegverbindung von Lipowo an der Kreisstraße (polnisch Droga powiatowa (DP)) 1233N aus zu erreichen.